# タニューグ
タニューグ（セルビア語:Танјуг / Tanjug）は、セルビアのベオグラードに拠点を置く通信社である。1943年11月5日に創設され、その呼称は「新ユーゴスラビア通信社」（Telegrafska agencija nove Jugoslavije）を意味する。「タンユグ（通信）」とも言われる。

## 概要
タンユグは第二次世界大戦時にはパルチザンの通信社であった。大戦後、ユーゴスラビア民主連邦、ユーゴスラビア連邦人民共和国及びユーゴスラビア社会主義連邦共和国の通信社となった。ユーゴスラビア社会主義連邦共和国の崩壊後、1992年にタンユグはユーゴスラビア連邦共和国の通信社となり、2003年には、セルビア・モンテネグロ国家連合の通信社であった。2006年にはセルビア共和国の国営通信社となっていた。
1975年から1980年代半ばまで、タニューグは非同盟諸国の通信社の協力機構である非同盟諸国通信社機構（Non-Aligned News Agencies Pool; NANAP）で主導的な役割を果たした。ユーゴスラビア出身の専門家らが、アフリカや南アジアなど他の非同盟諸国の報道機関の整備やジャーナリスト、通信技術者の育成にあたっていた。
2015年10月31日に国営企業であるタンユグ通信社に関する法律の効力が失効し、公式には同通信社は消滅した。セルビア共和国政府は2015年11月3日に事実上の業務停止を意味する、タンユグ通信社の業務停止での法的影響に関する決定を採択した。 ただし、その決定は2021年3月9日に活動が停止されるまで最終的に実行されなかった。その後、私営企業であるタチノ有限責任会社（タンユグ・タチノとも）が通信社の知的財産権と商標を10年間使用する権利を獲得し、タンユグ通信としてニュースの配信を行っている。